# Can Panxo Ferrer
Can Panxo Ferrer és un edifici eclèctic del municipi de Vilanova i la Geltrú (Garraf) protegit com a bé cultural d'interès local.

## Descripció
Edifici de grans dimensions, amb jardí posterior i un cos complementari. És de planta rectangular, amb planta baixa, dos pisos i golfes. La façana principal presenta una estructura simètrica, i té les obertures allindanades. A la planta baixa hi ha el portal d'accés, centrat, i dues finestres laterals. Al primer pis i ha dos balcons amb barana correguda única, al segon pis, dos balcons sense volada. L'edifici es corona amb una cornisa dentada i una barana de terrat.
El cos de la part posterior és de planta rectangular, amb planta baixa i un pis. La façana que dona al carrer del Vapor, és de composició simètrica.
El conjunt es completa amb una tanca.

## Història
L'edifici va ser construït per a Panxo Ferrer i Ferret l'any 1883, segons projecte de l'arquitecte Camil Oliveras i sota la direcció de l'arquitecte Bonaventura Pollés. Ocupa el solar on anteriorment hi hagué el "Café del Jardín". L'any 1884 es va fer una sol·licitud d'obres per bastir unes dependències al jardí, d'acord amb el projecte de l'arquitecte Miquel Pascual.